# Billingham
Pour les articles homonymes, voir Billingham (homonymie).
Billingham est une ville et une paroisse civile du district de Stockton-on-Tees, dans le comté de Durham, dans le nord-est de l'Angleterre. Elle comptait 35 765 habitants en 2006. Elle a été fondée vers 650 par les Billas, un peuple Saxon, dont le nom serait à l'origine de celui de la ville. Dans l'histoire moderne, l'industrie chimique, et en particulier la société Imperial Chemical Industries (ICI), a joué un rôle important dans le développement de la ville. ICI n'a plus d'acitivité à Billingham. D'autres sociétés de cette branche sont cependant toujours présentes.

## Personnalités liées à la ville
- Jamie Bell (1986-), acteur, y est né.
- Barry Duffield (1962-), acteur, réalisateur, scénariste et producteur naturalisé Australien, y est né.
- Kevin Howley (1924-1996), ancien arbitre de football, y est né.
- Eddie Jobson (1955-), claviériste et violoniste, y est né.
- Patrick Partridge (1933-2014), ancien arbitre de football, y est né.
- William Moor (v. 1700-1765), navigateur, y est né.